# 11779 Zernike
11779 Zernike (4197 T-3) là một tiểu hành tinh vành đai chính được phát hiện ngày 16 tháng 10 năm 1977, bởi Cornelis Johannes van Houten và I. van Houten.